# PanTum Detect
PanTum Detect est un test sanguin utilisé en combinaison avec des méthodes d'imagerie telles que l'IRM et le TEP-TDM pour le dépistage précoce des cancers. Il est basé sur la technologie EDIM et a été développé pour donner des indications sur une éventuelle maladie tumorale grâce à la détection des enzymes TKTL1 et DNaseX (Apo10) dans les cellules immunitaires. En cas de résultat anormal, il est recommandé de procéder à un examen par imagerie (TEP-TDM et IRM).

## Description
Le test PanTum Detect utilise la capacité du système immunitaire à scanner le corps et à trouver du matériel cellulaire tumoral qui est reconnu et phagocyté par ses macrophages. Il est ainsi possible de détecter des concentrations élevées d'antigènes associés aux tumeurs dans les macrophages. Les anticorps de surface CD14 et CD16 permettent d'identifier de manière fiable les macrophages (monocytes non classiques),.
Des concentrations élevées de TKTL1 sont en corrélation avec un métabolisme anaérobie du glucose (effet Warburg), tandis que des concentrations élevées d'Apo10 sont en corrélation avec une apoptose abnormale et une prolifération. Le résultat qualitatif du test identifie les patients présentant une absorption accrue de glucose et une apoptose réduite,,,.
À la clinique universitaire de Hambourg-Eppendorf, en Allemagne, le test a été utilisé dans le cadre d'une étude prospective multicentrique sur un dépistage combiné du cancer par PanTum Detect et IRM/TEP-TDM, afin d'identifier, parmi un groupe de sujets asymptomatiques (plus de 5 000 personnes âgées de 50 à 70 ans), ceux qui pourraient bénéficier d'autres techniques d'imagerie.  Le test est autorisé depuis 2017 conformément à l'IVD-CE, et depuis septembre 2022, il fait partie du programme de dépistage du cancer Krebs-Scan de l'assurance maladie HanseMerkur.

## Études
- Epitope Detection in Monocytes (EDIM) As a New Method of Liquid Biopsy in Pediatric Rhabdomyosarcoma[4]
- Epitope detection in monocytes (EDIM) for liquid biopsy including identification of GD2 in childhood neuroblastoma—a pilot study[5]